# Кабяо (язык)
Кабяо (пупео; кит. 普标, вьет. Pu Péo) — язык кадайской подгруппы паратайской языковой семьи. Язык находится на грани исчезновения.

## Географическое распространение
На языке Кабяо говорят местах проживания народа Пупео в северной части Вьетнама в округе Донг Ван, провинции Хазянг, в деревнях Фо Ла и Сунг Ченг, а также, возможно, в районах Йен Минь и Мео Вак.
В Китае на Кабяо говорят в поселке Течан и поселке Дунган в округе Малипо, Вэньшань-Чжуан и автономной префектуре Мяо, Юньнань.